# Staré Buky

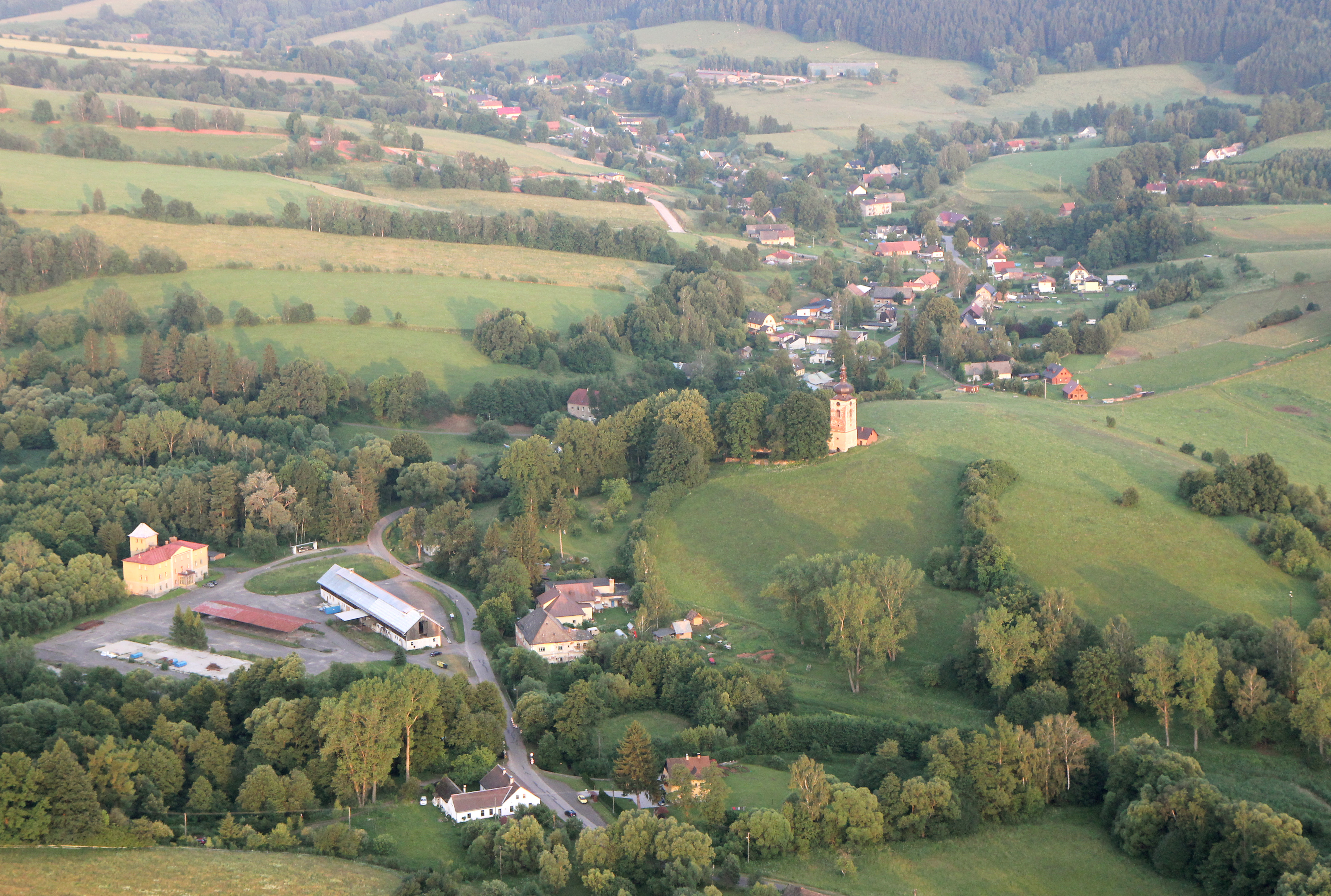
Staré Buky aus der Luft.

Staré Buky (deutsch Altenbuch) ist eine Gemeinde im Okres Trutnov in Tschechien. Sie liegt ca. sieben Kilometer südwestlich von Trutnov (Trautenau) im Královéhradecký kraj.

## Geographie
Das Dorf Staré Buky erstreckt sich in den Ausläufern des Riesengebirges, auf gesamter Länge durch das Tal des Starobucký potok (Kaiperbach), in der Mitte des Dorfes fließt der Dolnický potok (Weinbergbach) von der rechten Seite in den Starobucký potok; der Dolnický potok entspringt bei Bojiště (Hohenbruck) und fließt durch die Wasserbecken des Naherholungsgebietes Dolce (Molkentöpfe). Von den umliegenden, meist bewaldeten Hügeln mit dem höchsten Gipfel der Hranná (Grannaer Koppa, 552 m. ü. M.) ist das gesamte Panorama des östlichen Riesengebirges von der Kesselkoppe über die Černá hora (Schwarzenberg), die Studničná (Brunnberg), die Schneekoppe (Sněžka), das Rehorngebirge (Rýchory), den Královecký Špičák (Spitzberg) bei Královec (Königshan), das Rabengebirge (Vraní Hory) und das Habichtsgebirge (Jestřebí hory) mit dem Žaltman zu überblicken. Bei guter Sicht ist am westlichen Horizont der Sendemast des Ještěd (Jeschken) bei Liberec (Reichenberg) zu sehen.
Nachbarorte sind Bojiště (Hohenbruck) und Volanov (Weigelsdorf) im Norden, Střítež (Burkersdorf) im Osten, Hajnice (Deutsch Prausnitz) und Ždár (Soor) im Süden sowie Pilníkov (Pilnikau) im Westen.
Staré Buky ist über die Landstraße 30018 Staré Buky – Horní Žďár zu erreichen.

## Geschichte

### Entstehungssage des Altenbucher Chronisten A. B. Hadwich
Es war im Jahre 1019. Von der Feste Upa lenkte der Wojwode Udalrich sein Ross dem Hochwalde im Westen zu, wo Hirsche, Wildkatzen und Eber hausten. Die Reiter hatten Mühe, durch das verworrene Dickicht zu dringen. Endlich waren sie an dem Weinbache angekommen und trieben ein Rudel Hirsche auf. Voll Jagdeifer trennte sich Udalrich von seinem Gefolge und hetzte allein ein mächtiges Tier, bis er es mit einem Geschosse erlegte. Es brach zusammen, und der Wojwode sprang nur mit einem Fänger bewaffnet vom Ross. Doch da erraffte sich das Tier und bedrohte ihn mit seinem Geweih. Udalrich musste sich hinter eine große Buche flüchten. Da, in dieser Not, sprengte der Wladike Ditslav heran und rettete seinen Herrn aus der Gefahr. Für diese Lebensrettung erbat sich Ditslav die Gnade, hier an dieser Stelle siedeln zu dürfen. Udalrich gab ihm die ganze Gegend zum Eigentum, und der Wladike führte fortan den Namen Ditslav Buk und nahm die Buche in sein Wappen auf.

### Geschichte der Herrschaften Altenbuch
Nach Meinung der Geschichtsforschung sei Udalrich niemals in diese Gegend gekommen. Näher liegt, dass es hier zur Zeit der Besiedlung durch Deutsche unter Ottokar ausgedehnte Buchenbestände gegeben hat. Ursprünglich zum Lehensgebiet Trautenau gehörend, wurde es von Rudolf II. frei von allen Lehensverbindlichkeiten erklärt und zum erblichen Landgut erhoben. Die Geschichte der Herrschaften und die Nachrichten über dieses Gut sind bis ins 18. Jahrhundert sehr spärlich. Im 13. Jahrhundert werden die Herren von Upa, dann die Brüder Ägidius und Heinrich von Schwabenitz als Besitzer des Gutes genannt. Um 1412 hat es Nipek Bonoschek besessen, welcher der Pfarrkirche ein Schock jährlicher Zinsung verehrte. Im Jahre 1519 leistete Johann von Warnsdorf auf Altenbuch dem König Ludwig II. den Eid über die zur Burg Altenbuch gehörigen Güter. Dessen Tochter Christine soll sich mit Benedict Stosch von Kaunitz vermählt haben, und dergestalt sei Altenbuch an die Kaunitze gekommen, die es bis in die Zeit des Dreißigjährigen Krieges besaßen. Danach wird Johann Jacob Dewaggy, Freiherr von Adlersberg, als Besitzer genannt. Dieser soll das Gut von drei Edelleuten, den Gebrüdern Kaunitz, gekauft und mit Soor (Žďár) und Marschendorf, welche ihm als konfiszierte Güter des Grafen Adam Erdmann Trčka von Lípa für 30.000 Schock käuflich überlassen worden waren, zu einer Herrschaft vereinigt haben. Johann Jacob Dewaggy starb 1701, und es folgte ihm sein Sohn Gottfried Mathäus von Dewaggy. Von 1706 bis 1729 war Berthold Wilhelm von Waldstein, zugleich Hauptmann des Königgrätzer Kreises, Herr auf Altenbuch. Unter ihm empörten sich die Bauern von Altenbuch, was ihnen eine gestrenge Bestrafung einbrachte. Waldsteins Tochter Maria Elisabeth vermählte sich mit Johann Ernst Anton von Schaffgotsch. Der Erstere brachte einen Teil der Trautenauer Wälder durch Kauf an sich. Es waren dies die sogenannten Ober-Trautenauer Waldungen. 1796 gelangte Altenbuch, das in den Schlesischen Kriegen viel zu leiden hatte, an Josef von Stillfried und 1803 an den Grafen Deym, der es bis 1832 besaß, worauf es Graf von Rummerskirch für 120.000 Gulden an sich brachte. Im Jahre 1877 wurde die Herrschaft Altenbuch Herr Johann Schlittgen erworben, von dem sie im Jahre 1882 Marie Faltis kaufte. Sie vermählte sich am 23. August 1884 mit dem Grafen Dominik von Hardegg. Sie starb am 7. August 1885, worauf ihre Tochter Maximiliane von Hardegg als Besitzerin folgte. Sie vermählte sich 1906 mit dem Grafen Corinsky. Weiterer Besitzer war Graf von Chamaré. Im Jahre 1911 erwarb die Herrschaft Altenbuch Wilhelm Gläser aus Schmidtsdorf im Landkreis Waldenburg. Er war Holzhändler und begann kurz nach dem Erwerb des Gutes die fast restlose Abholzung des Hochbestandes an Wald. Nach dessen Freitod ging sie an seinen Sohn Wilhelm Gläser, Sägewerksbesitzer in Schmidtsdorf, über. Im Jahre 1913 kaufte sie Prinz Croÿ-Dülmen. Nach dem Ersten Weltkrieg 1918 und der Gründung der Tschechoslowakei durfte sich Prinz Croy nur für kurze Zeit in Altenbuch auf seinem Gut aufhalten, da er österreichischer Staatsbürger war. Er setzte deshalb einen Verwalter ein. Durch verschiedene Verkäufe an die Gemeinde Pilnikau (Steinberg und Galgenberg) gingen diese Besitzungen dem Gut Altenbuch verloren. Desgleichen Hainhof. Weitere Enklaven wurden an verschiedene Kleinbauern verkauft. Im Jahr 1939 kaufte den Restbesitz Wilhelm Horn, Großkaufmann aus Leipzig. 1945 ging das Gut in staatlichen Besitz über.

Die renovierte Kirche der heiligen Anna im Sommer 2017.

### Geschichte der Anna-Kirche
Die der hl. Anna geweihte Kirche stammt aus dem 16. Jahrhundert, doch befand sich schon 1369 und 1384 sowie 1412 daselbst eine Pfarrseelsorge. 1692 wurde die Kirche vom Freiherrn von Dewaggy, 1755 durch den Grafen Willibald von Schaffgotsch vergrößert. 1802 wurde das Presbyterium, 1804 die herrschaftliche Gruft und 1836 der Turm gebaut. Um 1601 bestand auch eine Wallfahrtskapelle auf der noch heute als Kapellan (Kapellenlehne) bezeichneten Anhöhe und wurde aus der Umgebung stark besucht. Sie wurde jedoch auf Befehl der geistlichen Obrigkeit niedergerissen. Zum Pfarrsprengel Altenbuch gehörten nach der Schlacht am Weißen Berge auch Marschendorf und Albendorf sowie Kolbendorf als Filiale, Burkersdorf und Soor. Im Jahre 1571 wurde Marschendorf eine selbständige Pfarre, und Soor war nur bis 1717 dahin eingepfarrt; Ketzelsdorf hingegen wurde bis 1720 Altenbuch zugeteilt, in welchem Jahre auch Soor wieder als Filiale von Altenbuch erscheint. Als 1720 die Jesuiten in Ketzelsdorf eine eigene Pfarre errichteten, wurde der gegenwärtige Pfarrsprengel gebildet.
Die Glocken der Pfarrkirche stammen aus den Jahren 1490, 1500, 1723, 1795, 1796. Zwei dieser Glocken wurden übergossen, und es soll die eine der Sage nach aus dem Jahre 1419 stammen, wo sie an der Stelle, wo ehemals ein Kloster gestanden sein soll, (MA 109, zuletzt wohnhaft Familie Kühnel, schräg gegenüber dem Amler-Gasthaus) aufgefunden wurde. Die andere stammt aus dem Jahre 1517. An der östlichen Außenwand der Kirche befindet sich der Leichenstein des Benedict Stosch von Kaunitz, der durch räuberische Feinde nach Ungarn verschleppt und in der Burg Hunyat gefangen gehalten wurde. Das von zwei Genien gehaltene Kaunitz'sche Wappen besagt: „1537 den 6. November ist der wohlgeborene Herr Benedict Stoß von Kaunic in Gott selig verschieden und liegt allhie begraben. Der da lange Zeit in Ungarn Koysvolk regiert und Hauptmann gewesen über die Herrschaft Marosch, das ine gehabt und is Schloß Hunadt in Siebenbürgen in Verwahrung gehalten, ist von den Hauptfeinden in großen Schaden und umb das seine kommen und abgedrungen worden, und in dem mit einem ungarischen Sie (hier folgt das Wappen der Kaunic) Herrn zu grosen Unfall kommen und ihn entleibt, danach hat er wegen des Todtschlages große Armuth leiden müssen von weisen und sich nach seinem Stande nicht hat überall melden dürfen, damit er sein Leben gerettet hat und in Betrübnis also von dieser Welt in seinem Herrn Stande seligt verschieden. Dem Gott gnadt. Wie es denn alle Briff und Gedenknus des Fürsten und Marggrafen von Brandnburgk und Preussen genugsam ausweisen.“
Als Ortsseelsorger wirkten: P. Bonaventura, Mönch, 1626 durch 6 Jahre; Peter Moritz 1635 durch 48 Wochen; Wolf Heinrich Fuchs, 1636 durch 3 Jahre; Johann Chrysost. Hartmann, 1640 durch 7 Jahre, Martin Wunibald bis 1650, Johann Pornik bis 1667; Christoph Carl Leibhold bis 1671; Ignaz Pitsch 1671; Siegmund Caspar Hohenauer bis 1702; Augustin Starkhe bis 1717; Anton Koblitz bis 1739; Johann Grundmann bis 1746; Joh. Adalb. Khüller bis 1764; Mathias Popelar bis 1772; Carl Nentwich bis 1790, Johann Kolbe bis 1797; Anton Liebich bis 1834; Ambros Schmid bis 1876; Rudolf Schmidt bis 1899; Franz Schneider ab 1900. Danach kam Pfarrer Pathy und zuletzt bis 1945 Pfarrer Ständer.
Die Sterbe- und Taufmatrikeln gehen bis 1660 zurück und sind in deutscher Sprache geschrieben.

## Gemeindegliederung
Die Gemeinde Staré Buky besteht aus den Ortsteilen Dolní Staré Buky (Niederaltenbuch), Horní Staré Buky (Oberaltenbuch) und Prostřední Staré Buky (Mittelaltenbuch), die zugleich auch Katastralbezirke bilden.
Grundsiedlungseinheiten sind Dolní Staré Buky, Dolníky (Grabenhäuser), Horní Staré Buky und Prostřední Staré Buky. Zu Staré Buky gehören außerdem die Ansiedlungen Severka (Molkentöpfe), Na Klínu (Kailwiese), Samoty und Starost (Sorge) sowie die Wüstungen Jirský Důl (Georgengrund), Hajnův Dvůr (Hainwiese) und Ovčárna (Schäferei).

## Sehenswürdigkeiten
- St.-Anna-Kirche
- Fürstliches Schloss zu Altenbuch

## Söhne und Töchter der Gemeinde
- Othmar Fiebiger (1886–1972), sudetendeutscher Lehrer; verfasste den Text zum Riesengebirgslied.
- Winfried Weinelt (1922–2003), Geologe
- Adolf Prokop (* 1939), Fußballschiedsrichter